# Ciak d'oro 2001
La 16ª edizione dei Ciak d'oro si è tenuta a Roma nel giugno del 2001. La pellicola cinematografica che ottiene il maggior numero di premi è La stanza del figlio di Nanni Moretti con cinque riconoscimenti.

## Vincitori e candidati
I vincitori sono indicati in grassetto, a seguire gli altri candidati.

### Miglior film
- La stanza del figlio di Nanni Moretti

### Miglior regista
- Nanni Moretti - La stanza del figlio

### Migliore attore protagonista
- Stefano Accorsi - L'ultimo bacio e Le fate ignoranti

### Migliore attrice protagonista
- Laura Morante - La stanza del figlio

### Migliore attore non protagonista
- Luigi Maria Burruano e Tony Sperandeo - I cento passi
  - Giulio Brogi - La lingua del santo
  - Luigi Diberti - L'ultimo bacio
  - Silvio Orlando - La stanza del figlio

### Migliore attrice non protagonista
- Jasmine Trinca - La stanza del figlio
  - Lucia Sardo - I cento passi
  - Luciana Littizzetto - Tandem
  - Sabrina Impacciatore - Concorrenza sleale
  - Stefania Sandrelli - L'ultimo bacio

### Migliore opera prima
- Alex Infascelli - Almost Blue

### Migliore sceneggiatura
- Gabriele Muccino - L'ultimo bacio
  - Paolo Benvenuti, Stefano Bacci, Mario Cereghino - Gostanza da Libbiano
  - Marco Tullio Giordana, Claudio Fava, Monica Zapelli - I cento passi
  - Linda Ferri, Nanni Moretti, Heidrun Schleef - La stanza del figlio
  - Pasquale Scimeca - Placido Rizzotto

### Migliore fotografia
- Pasquale Mari - Le fate ignoranti
  - Cesare Accetta - Chimera
  - Franco Di Giacomo - Concorrenza sleale
  - Pasquale Rachini - I cavalieri che fecero l'impresa
  - Alessandro Pesci -La lingua del santo

### Migliore sonoro
- Bruno Pupparo - Sangue vivo
  - Fulgenzio Ceccon - I cento passi
  - Gaetano Carito - L'ultimo bacio
  - Alessandro Zanon - La stanza del figlio
  - Marco Grillo - Le fate ignoranti

### Migliore scenografia
- Bruno Cesari - Le fate ignoranti
  - Pappi Corsicato, Luigi Romano - Chimera
  - Luciano Ricceri - Concorrenza sleale
  - Davide De Stefano e Giuseppe Pirrotta - I cavalieri che fecero l'impresa
  - Francesco Frigeri - Malèna

### Migliore montaggio
- Claudio Di Mauro - L'ultimo bacio
  - Claudio Cormio - Chiedimi se sono felice
  - César Meneghetti - Gostanza da Libbiano
  - Esmeralda Calabria - La stanza del figlio
  - Babak Karimi - Placido Rizzotto

### Migliore costumi
- Elisabetta Montaldo - I cento passi
  - Pappi Corsicato, Germana Melodia - Chimera
  - Odette Nicoletti - Concorrenza sleale
  - Nanà Cecchi - I cavalieri che fecero l'impresa
  - Maurizio Millenotti - Malèna

### Migliore colonna sonora
- Nicola Piovani - La stanza del figlio
  - Nino D'Angelo - Aitanic
  - Paolo Silvestri - Controvento
  - Carlo Siliotto - Honolulu Baby
  - Pacifico - Sud Side Stori

### Miglior manifesto
- Le fate ignoranti

### Migliore film straniero
- Billy Elliot di Stephen Daldry